# Ahlberg, Ek & Roswall
Ahlberg, Ek & Roswall, är en svensk folkmusiktrio som bildades 2010. Trion fick sin start när Emma Ahlberg Ek gästade på några dansspelningar med gruppen Ranarim där Daniel Ek och Niklas Roswall var med. Ahlberg, Ek & Roswall spelar såväl traditionell folkmusik från sina hemtrakter i Skåne och Medelpad som egna låtar.
Ahlberg, Ek & Roswall utnämndes till Årets grupp vid Folk & Världsmusikgalan 2016.

## Medlemmar
- Emma Ahlberg Ek, femsträngad fiol
- Daniel Ek, harpgitarr
- Niklas Roswall, moraharpa och nyckelharpa

## Diskografi[3]
- 2012 – Ahlberg, Ek & Roswall: Vintern
- 2013 – Ahlberg, Ek & Roswall: Näktergalen
- 2015 – Ahlberg, Ek & Roswall: AER
- 2016 – Ulrika Bodén med vänner: Te berga blå (gäster)
- 2018 – Ahlberg, Ek & Roswall: Till dans